# Missas do parto
Missas do parto je portugalska adventska tradicija slavljenja misa zornica od 16. do 24. prosinca, kao devetnica uoči svetkovine Božića. Potječe s Madeire, s koje se proširila i u Portugal. Ujedno je i marijanska pobožnost na čast Gospe od iščekivanja (port. Nossa Senhora da Expectação), kojom se časti Marijina trudnoća. Najraniji do sad otkriveni spomen seže u 18. stoljeće.